# Sun Plaza
Sun Plaza este un centru comercial din București, deschis la data de 25 februarie 2010, ce găzduiește peste 170 de magazine, un hipermarket Carrefour și un magazin de bricolaj Leroy Merlin.
În acest mall se află următoarele magazine: 
- 5asec
- 4F
- AC&Co
- Altex
- Animax
- ANNA CORI
- Anne Bebe
- Anson's
- Arsis Vodafone
- B&B Collection
- Banca Transilvania
- BATH AND BODY WORKS
- Be in time
- BEBE TEI
- Benvenuti
- BERSHKA
- Bigotti
- Bijou Brigitte
- BSB
- C&A
- Calzedonia
- Carrefour
- CCC
- Christian Tour
- CITY OPTIC
- CROPP
- CUPIO
- DAAR
- DECIMAS
- Deichmann
- DER TOUR
- DIAMOND CAR&SPA
- DIGI
- DIVERSITY
- DM
- DOUGLAS
- Farmacie Dr.Max
- ENGLISH HOME
- ENZO BERTINI
- ETIC
- FLANCO
- FLORIA
- FLORMAR
- GEROVITAL
- GETA VOINEA
- GRYXX
- H&M
- HERMOSA
- HERVIS SPORTS
- HUMANIC
- INMEDIO
- INTERSPORT
- INTIMISSIMI
- JONA
- KENVELO
- KITCHEN SHOP
- KULTHO
- LC WAIKIKI
- LEE COOPER
- LENSA
- LEROY MERLIN
- LEVI'S
- LIBRARIUM
- LYNNE
- MAC
- MADE BY SOCIETY
- MANGO
- MELI MELO
- MELI MELO DECO
- MINISO
- MUSETTE
- MY GEISHA
- NEW YORKER
- NORIEL
- OFFICE SHOES
- OKAIDI
- OPTI BLU
- OPTIPLAZA
- ORANGE
- OYSHO
- PANDORA
- PARFOIS
- PENTI
- PEPCO
- PROFI ART
- PROFI HAIR SHOP
- PULL and BEAR
- RAIFFEISEN BANK
- REGINA MARIA
- RITUALS
- SABON
- SAMSONITE
- SEPHORA
- SIEBEL
- SIZEER
- SKECHERS
- SOFIA MAN
- SPLEND'OR
- STIL DIAMONDS
- SRTRADIVARIUS
- SUWEN
- SWAROVSKI
- TAVEX
- TEILOR
- TELEKOM
- TERRANOVA
- TEZYO
- TIMEOUT
- TOM TAILOR
- US. POLO ASSN
- VARIOUS BRANDS
- YVES ROCHER
- ZARA
- ZIGGO

De asemenea, Sun Plaza are și o varietate de restaurante precum: 
- Burger King
- Cartofisserie
- COVRIG TO GO
- DRISTOR KEBAB
- EMRE BACLAVA
- GLORIA JEAN'S
- HYPE ARENA
- KFC
- KUNFU KING
- LEONIDAS
- MARTY RESTAURANTS
- McDonald's
- MESOPOTAMIA
- PIZZA HUT
- SALAD BOX
- SARA PRETZEL
- SPARTAN
- STARBUCKS
- SUBWAY
- SUSHI TERRA
- UNCLE JOHN
- ZOOMSERIE

Sun Plaza are o suprafață totală de 208.000 mp, dintre care o suprafață închiriabilă de 81.000 mp, cele mai mari suprafete fiind ocupate de Carrefour (12.000 mp) și Leroy Merlin (10.500 mp). Are 2.100 de locuri de parcare dispuse pe două niveluri subterane și o legătură directă cu stația de metrou Piața Sudului, realizată printr-un pasaj subteran. Zona de divertisment a centrului comercial include 15 săli de cinema, cu o capacitate de 3.000 de locuri în multiplexul Cinema City, un club de bowling și biliard, un cazinou.
Centrul comercial Sun Plaza este deținut de S Immo din Austria și a fost dezvoltat de EMCT Romania și de Sparkassen Immobilien, divizia de investiții imobiliare a grupului Erste Bank.
În iunie 2010, proprietarii centrului comercial au inaugurat pasajul care face legătura între stația de metrou Piața Sudului și Sun Plaza. Pasajul are o lungime de 180 m, o lățime de 6m și o înălțime de 3m, fiind primul de acest fel în România, costul realizării acestuia fiind de 3 milioane de euro.
Sun Offices sunt spațiile de birouri din cadrul Sun Plaza, construite deasupra centrului comercial. Clădirea de birouri este compusă din 3 etaje cu o suprafață închiriabilă de 9.850 metri pătrați.